# Korea Open 2000
Die Korea Open 2000 im Badminton fanden vom 11. bis zum 16. Januar 2000 im Hanra Gymnasium in Jeju-si statt. Das Preisgeld betrug 250.000 US-Dollar. Es war die 10. Auflage der Korea Open. Hauptsponsoren des Turniers war Samsung. Das Turnier hatte einen Sechs-Sterne-Status im World Badminton Grand Prix. 319 Spieler aus 31 Ländern nahmen am Turnier teil, welches von KBS und STAR im Fernsehen übertragen wurde.

## Sieger und Platzierte
| Disziplin    | Gold                       | Silber                        | Bronze                              |
| ------------ | -------------------------- | ----------------------------- | ----------------------------------- |
| Herreneinzel | Peter Gade                 | Rashid Sidek                  | Luo Yigang                          |
| Herreneinzel | Peter Gade                 | Rashid Sidek                  | Saman Ismail                        |
| Dameneinzel  | Camilla Martin             | Kanako Yonekura               | Lee Kyung-won                       |
| Dameneinzel  | Camilla Martin             | Kanako Yonekura               | Yan Wei                             |
| Herrendoppel | Lee Dong-soo Yoo Yong-sung | Ricky Subagja Rexy Mainaky    | Eng Hian Flandy Limpele             |
| Herrendoppel | Lee Dong-soo Yoo Yong-sung | Ricky Subagja Rexy Mainaky    | Tony Gunawan Candra Wijaya          |
| Damendoppel  | Chung Jae-hee Ra Kyung-min | Huang Nanyan Yang Wei         | Lee Hyo-jung Yim Kyung-jin          |
| Damendoppel  | Chung Jae-hee Ra Kyung-min | Huang Nanyan Yang Wei         | Ann-Lou Jørgensen Mette Schjoldager |
| Mixed        | Kim Dong-moon Ra Kyung-min | Tri Kusharyanto Minarti Timur | Chris Bruil Erica van den Heuvel    |
| Mixed        | Kim Dong-moon Ra Kyung-min | Tri Kusharyanto Minarti Timur | Michael Søgaard Rikke Olsen         |

## Finalergebnisse
| Disziplin    | Sieger                     | Finalist                      | Ergebnis         |
| ------------ | -------------------------- | ----------------------------- | ---------------- |
| Herreneinzel | Peter Gade                 | Rashid Sidek                  | 15-3 15-11       |
| Dameneinzel  | Camilla Martin             | Kanako Yonekura               | 11-6, 11-5       |
| Herrendoppel | Lee Dong-soo Yoo Yong-sung | Ricky Subagja Rexy Mainaky    | 15-8, 9-15, 15-4 |
| Damendoppel  | Ra Kyung-min Chung Jae-hee | Huang Nanyan Yang Wei         | 15-6, 8-15, 15-5 |
| Mixed        | Kim Dong-moon Ra Kyung-min | Tri Kusharyanto Minarti Timur | 15-13, 15-3      |